# Габучан, Грачия Микаэлович
Грачия Микаэлович Габуча́н (арм. Հրաչյա Միքայելի Գաբուչյան, 24 сентября 1926, Каир — 20 сентября 2004, Москва) — советский и российский филолог-арабист. Доктор филологических наук, заслуженный профессор Московского университета (2000).
Автор около 50 работ по арабскому языку, в том числе учебных пособий.

## Биография
В 1953 году окончил филологический факультет Ереванского государственного университета.
C 1957 года — преподаватель Института восточных языков при МГУ, в 1983—2003 годах — заведующий кафедрой арабской филологии, в 1984—1986 годах и с 1991 года — заместитель директора. Кандидат филологических наук (1967, диссертация «Категория артикля в арабском литературном языке: в связи с общей теорией артикля») доцент (1969).
В 1958—1961 годах — преподаватель Академии общественных наук при ЦК КПСС, в 1961—1962 годах — преподаватель Академии внешней торговли МВТ СССР, в 1971—1979 годах — преподаватель Университета дружбы народов имени П. Лумумбы. В 2000 году защитил докторскую диссертацию в форме научного доклада на тему «Арабское словоизменение».
Дочь Анаида (род. 1962) — лингвист-арабист, кандидат филологических наук.

## Награды
- Правительственные награды СССР.
- Лауреат Премии имени М. В. Ломоносова (2001).